# Хилинский, Тадеуш Северинович
Тадеуш Северинович Хилинский (1855—1905) — российский архитектор, гражданский инженер. Автор ряда зданий в Самаре и Самарской губернии, выполненных, преимущественно, в русско-византийском стиле.

## Биография
Родился в 1855 году в городе Каменец-Подольский. Первоначальное образование получил в Каменец-Подольской классической гимназии и в реальном училище города Ровно. В 1882 году он окончил Институт гражданских инженеров и получил должность городского архитектора в Нахичевани, а также открыл техническо-строительную контору в Ростове-на-Дону. В 1883 году Хилинский назначен на должность
младшего инженера строительного отделения самарского губернского правления. С 1888 до 1902 года — главный городской архитектор, а в последние годы — губернский инженер. С 1887 года параллельно он занимал должность самарского епархиального архитектора.
Скончался 24 октября (6 ноября) 1905 года в Самаре от чахотки.

## Проекты и постройки
Среди наиболее известных построек Хилинского в Самаре:
- Каменная церковь Святого Пантелеймона при Земской больнице, деревянный молитвенный дом католической общины, дом мещанина С. П. Суховского, дом М. Ф. Победоносцевой.
- В Николаевском и Новоузенском уездах Самарской губернии (ныне являются левобережной частью Саратовской области), Хилинский руководил постройкой нескольких десятков сельских храмов, строившихся в основном по распространённым в то время типовым проектам.
- В числе прочего Тадеуш Северинович осуществлял технический надзор над строительными работами: в Николевке, Хлебновке, Быковом Отроге, Красном Яре и Перекопной Луке Балаковского района, Богородском, Духовницком, Левенке, Липовке, Никольском, Григорьевке и Теликовке Духовницкого района, Каменной Сарме Ершовского района, Бартенёвке и Горелом Гае Ивантеевского района, Красном Куте и Логиновке Краснокутского района, Сулаке Краснопартизанского района, Липовке Марксовского района, Балашах Озинского района, Аннином Верхе, Нижней Покровке, Смоленке и Смородинке Перелюбского района, Красной Речке, Селезнихе, Старой Порубёжке и Малой Тарасовке Пугачёвского района, Терновке, Квасниковке и Шумейке Энгельсского района[5].
- В Пугачёве (Николаевске) и Новоузенске Хилинский возглавлял строительство единоверческих храмов, также в Новоузенске архитектор участвовал в установке памятника императору Александру III.
- Храм Рождества Христова (Лебяжье) (ныне Ульяновская область)[6]
- Собор Александра Невского (Мелекесс) (утрачен, ныне Ульяновская область)[6]
- Казанско-Богородицкая церковь (Табурное) (утрачена, ныне Ульяновская область)[7]
- Никольская церковь (Ботьма) (утрачена, ныне Ульяновская область)[8]
- Церковь Параскевы Пятницы (Бряндино) (утрачена, ныне Ульяновская область)[9]
- Церковь Михаила Архангела (Богдашкино) (утрачена, ныне Ульяновская область)[10]
- Храм Казанской иконы Божьей Матери (Верхнее Санчелеево)[6]
- Храм в честь святых бессребреников Космы и Дамиана (Мусорка)[6]
- Церковь Казанской иконы Божией Матери (Новая Бинарадка)[11]
- Храм Богоявления Господня (Курумоч)[12]
- В 1903—1904 годах Хилинский строил в Самаре храм при церковно-учительской мужской семинарии у Молоканского сада (ныне территория военного госпиталя). Когда здание было уже почти закончено, при водружении крестов его своды рухнули. Вину возложили на строителей и Хилинского, церковь же разобрали на кирпич и больше не строили.

## Галерея

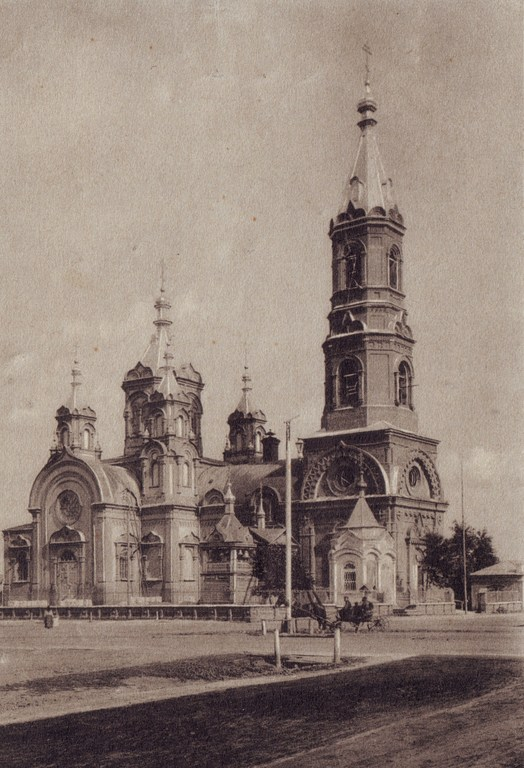
Собор Александра Невского (Мелекесс).
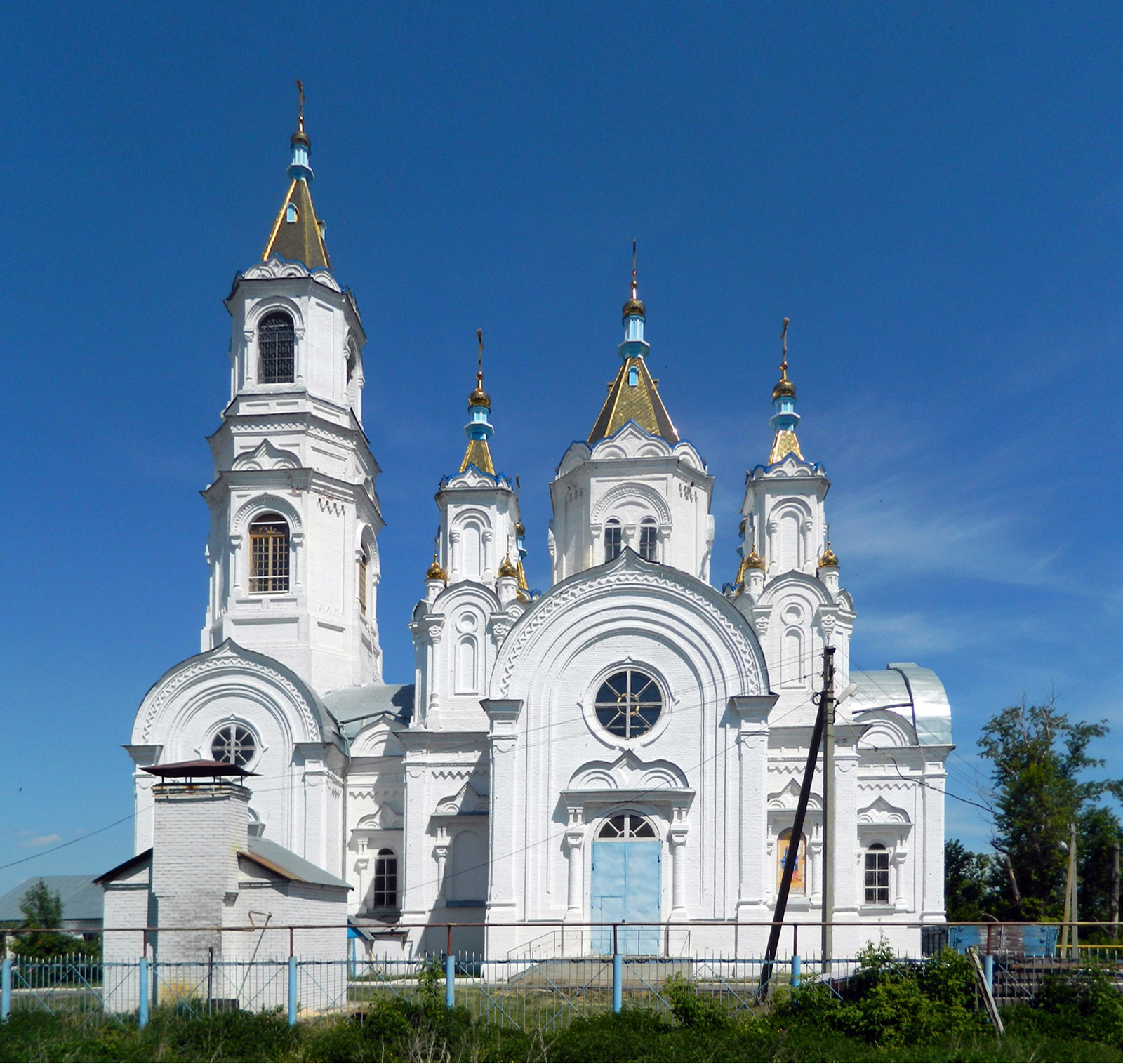
Храм Казанской иконы Божьей Матери (Верхнее Санчелеево).
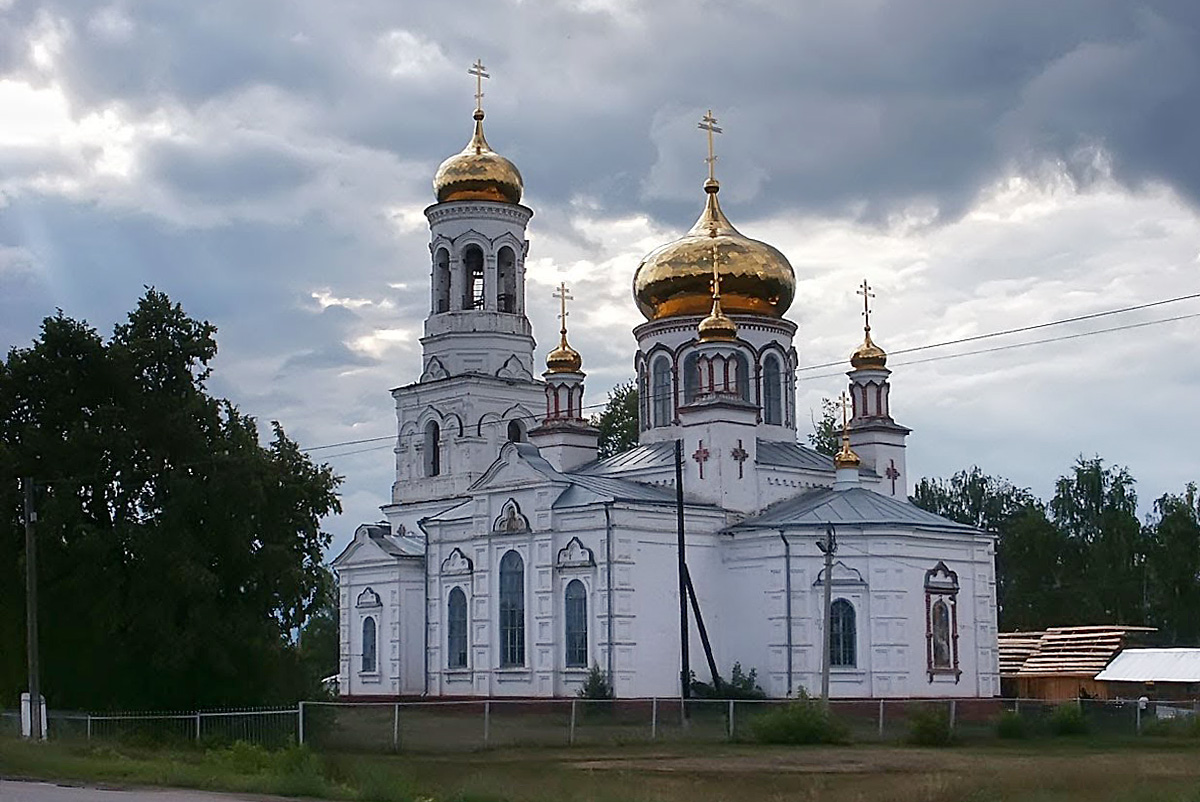
Храм Рождества Христова (Лебяжье).
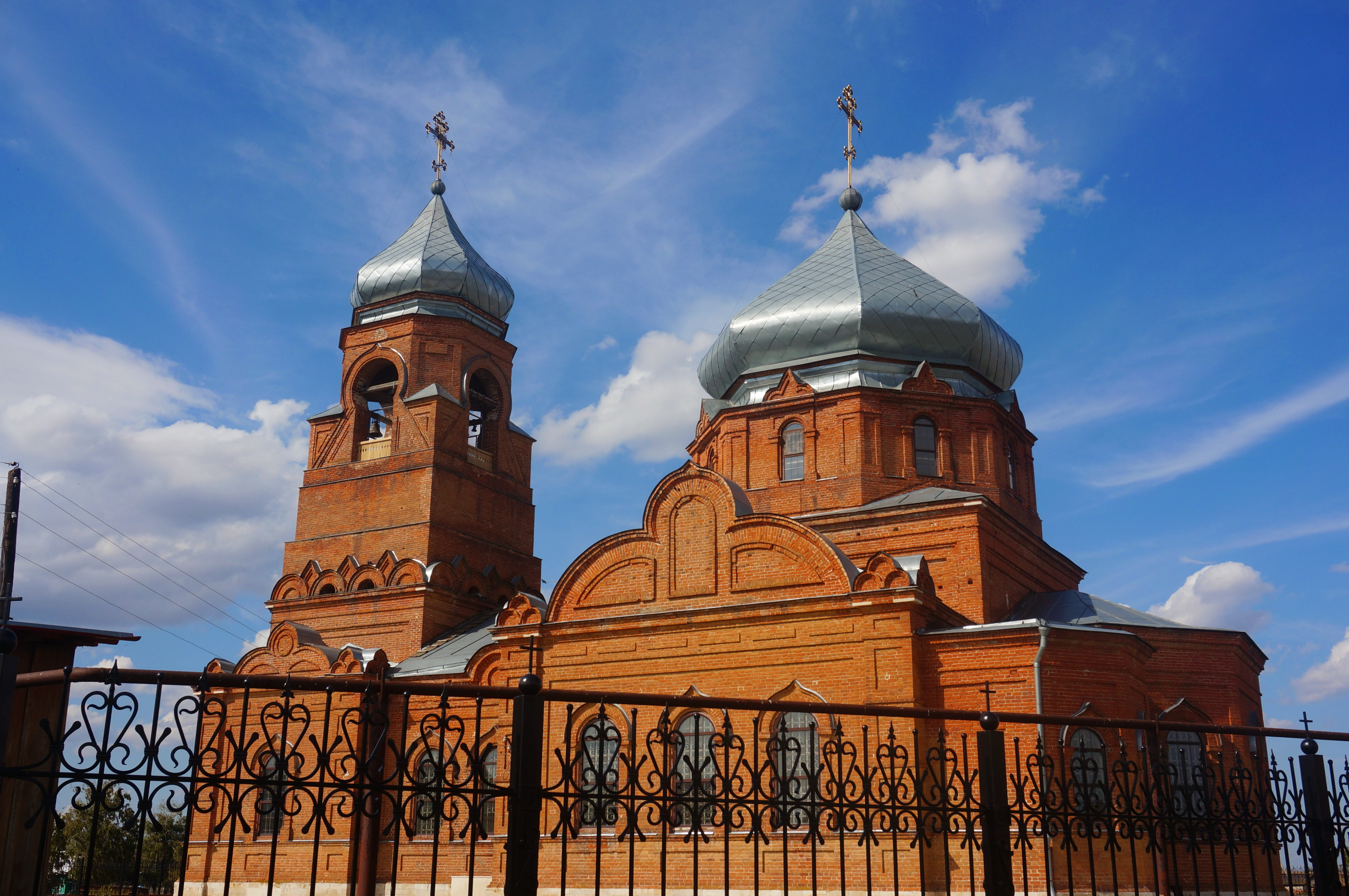
Церковь Казанской иконы Божией Матери (Новая Бинарадка).
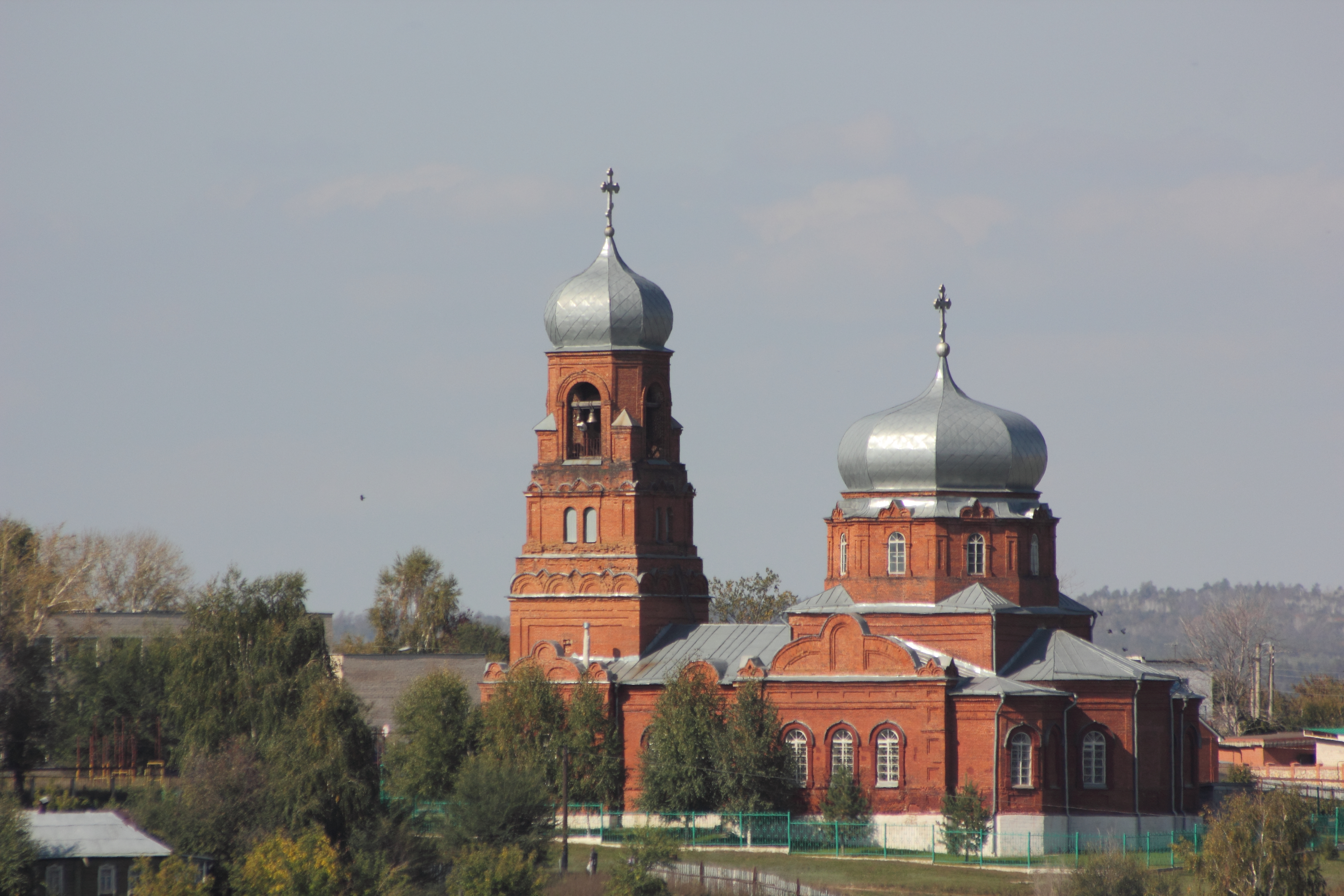
Храм Богоявления Господня (Курумоч).
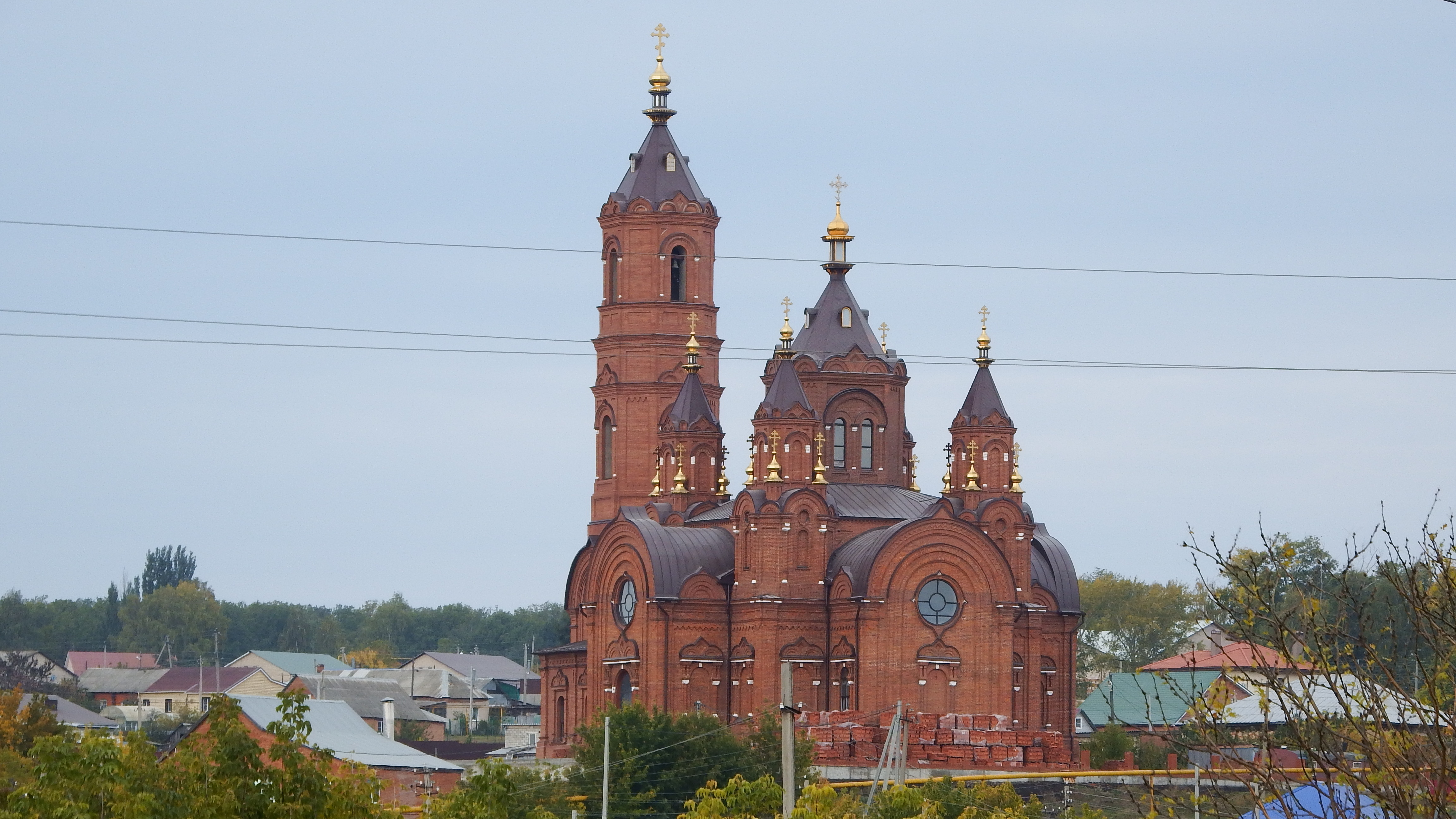
Церковь Космы и Дамиана (Мусорка).
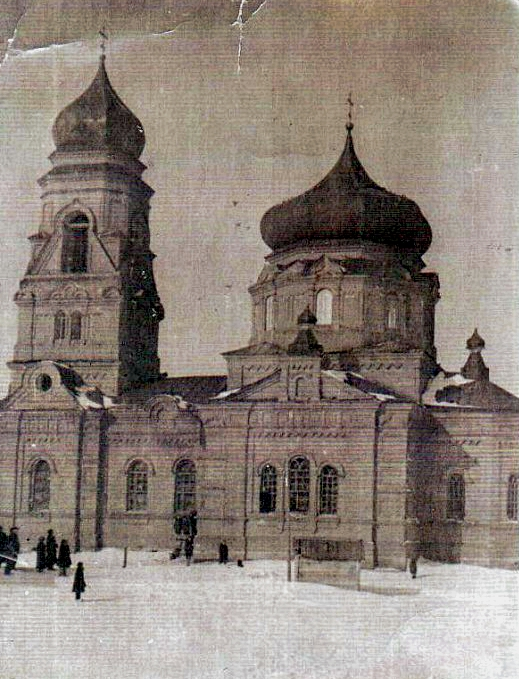
Церковь Михаила Архангела (Богдашкино).
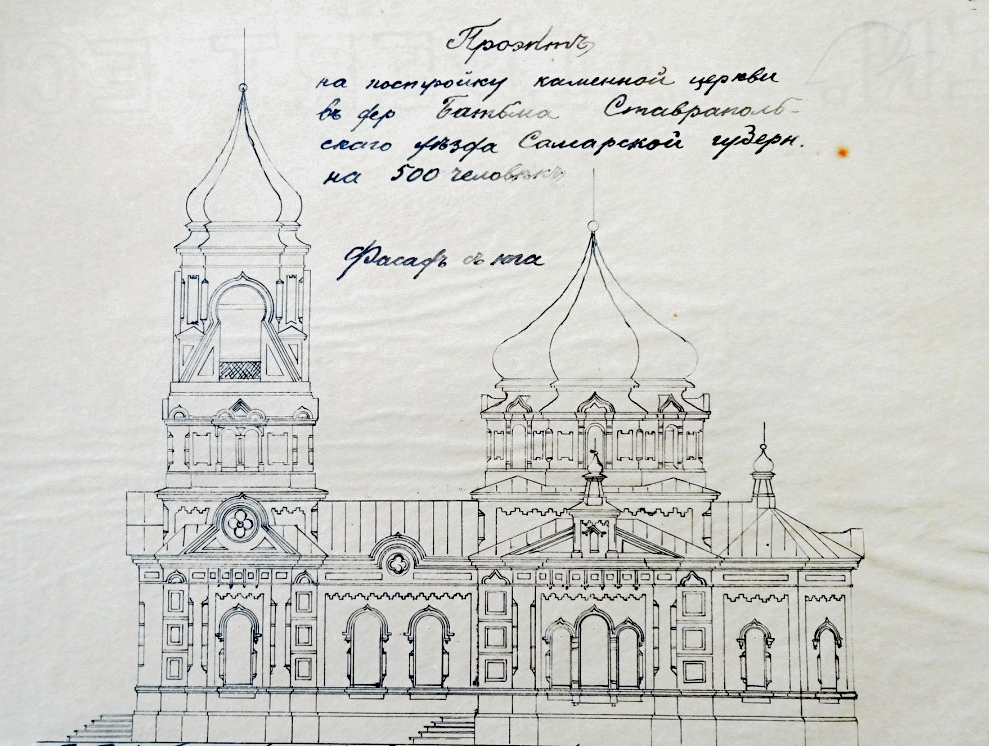
Проект Никольская церковь (Ботьма).